# Bolt - Un eroe a quattro zampe
Bolt - Un eroe a quattro zampe (Bolt) è un film d'animazione del 2008 diretto da Chris Williams e Byron Howard.
Considerato il 48º Classico Disney e debutto alla regia di Williams (che aveva lavorato in precedenza su Mulan e Le follie dell'imperatore) e Howard (che aveva lavorato in precedenza su Lilo & Stitch e Koda, fratello orso), è un film animato al computer, prodotto da Walt Disney Animation Studios e uscito negli Stati Uniti il 21 novembre 2008, distribuito da Walt Disney Studios Motion Pictures. In Italia è uscito invece il 28 novembre 2008.
La trama del film è incentrata su un cagnolino bianco di nome Bolt che, dopo aver trascorso tutta la sua vita sul set di una serie televisiva, pensa di avere dei superpoteri. Quando crede che la sua padroncina, Penny, sia stata rapita, si mette in viaggio attraverso il paese per "salvarla". Come con i precedenti film Disney in CGI Chicken Little - Amici per le penne e   I Robinson - Una famiglia spaziale, Bolt venne distribuito anche in Disney Digital 3-D nelle sale attrezzate per esso. Il film venne nominato per una serie di premi, uno dei quali fu l'Oscar al miglior film d'animazione, che venne però vinto da WALL•E.

## Trama
Penny è una ragazzina di 12 anni che vive a Los Angeles con la madre e il suo adorato cane Bolt, il quale le è molto affezionato. Da 5 anni Penny e il cane sono i protagonisti di una serie televisiva in cui Bolt, dotato di superpoteri, protegge la sua padroncina dal malvagio dottor Calico, che vuole rapirla per convincere il padre, tenuto prigioniero, a rivelargli un segreto; tuttavia Calico viene sconfitto alla fine di ogni episodio. Bolt, però, è inconsapevole di essere un attore e, fuori dagli studios, crede ancora di avere i superpoteri e che esista la minaccia per Penny. Un giorno, dopo aver terminato di girare una puntata, il regista discute con Mindy Parker, la rappresentante del network, la quale rivela che il lieto fine ormai annoia il pubblico. Intima, così, al regista di fare cambiamenti, pena il licenziamento di tutti i collaboratori e i produttori della famosa serie.
Il giorno dopo il regista, per accontentare Mindy, decide di girare una puntata con un finale aperto. Infatti, alla fine di quell'episodio, Penny viene rapita da Calico e scompare. Bolt, credendo che il rapimento sia reale, in preda al panico, scappa dagli studios per cercare Penny e viene accidentalmente portato a New York. Una volta lì, Bolt che non è mai stato a contatto con il mondo esterno, comincia a cercare Penny e chiede informazioni ad alcuni piccioni. Questi gli fanno credere di conoscere qualcuno che lavori per Calico e lo portano da Mittens, una gatta cinica che sfrutta i piccioni costringendoli a portarle del cibo in cambio della sua protezione, della quale si vogliono liberare. In realtà lei non sa niente, ma finge di essere una spia di Calico dopo che Bolt minaccia di gettarla da un cavalcavia. Vedendo che la medaglietta di Bolt porta il nome di Hollywood, Mittens lo indirizza là e chiede in cambio di essere liberata, ma lui la costringe a seguirlo, così i due prendono un passaggio su un camion diretto a Hollywood.
Giunti in Ohio, una scatola cade addosso a Bolt e delle noccioline di polistirolo si rovesciano su di lui, facendogli credere che fossero armi create da Calico per indebolirlo; impaurito, si getta dal camion in corsa assieme a Mittens. Bolt prova i primi morsi della fame e, non sapendo cosa significhino, accusa Mittens di averlo avvelenato, ma lei lo porta dove è certa di trovare del cibo, cioè in un parcheggio per camper e roulotte di turisti. In quell'occasione incontrano Rhino, un criceto chiuso in una palla di plastica trasparente, fan sfrenato di Bolt al punto da essere convinto che abbia davvero dei superpoteri. Rhino si unisce al gruppo per aiutare il suo eroe a quattro zampe e convince il cane a prendere un passaggio su un treno.
I tre si lanciano quindi da un ponte per atterrare su un treno in corsa, e proprio in quell'occasione Rhino svela a Mittens di aver visto Bolt compiere più volte atti straordinari in televisione. A quel punto Mittens intuisce la verità: Bolt è l'inconsapevole attore di uno show televisivo. Dopo una rocambolesca discesa dal treno Mittens rivela a Bolt la verità e cerca di farlo ragionare, ma lui rifiuta di crederci. Bolt e Mittens mentre discutono, vengono catturati da un accalappiacani, mentre Rhino, rimasto libero, cerca di raggiungerli per liberarli. Bolt e Mittens cercano disperatamente di liberarsi, ma invano. Arriva finalmente Rhino, che apre lo sportello della gabbia in cui Bolt è rinchiuso, e il viaggio può riprendere.
Dopo essere saliti su un altro camion, Bolt si deprime ancora, credendo di essere inutile, ma Mittens lo conforta. Arrivati a Las Vegas, Mittens decide di fare una sorpresa a Bolt preparando due cucce, una per lei stessa, l'altra per lui, ma il cane vuole tornare da Penny. Di fronte all'insistenza di Bolt, che continua a essere sicuro che la sua padroncina gli voglia bene, Mittens ancora una volta prova a fare aprire gli occhi a Bolt sulla realtà di cui Penny fa parte e dopo un altro litigio, la gatta rimane a Las Vegas, mentre Bolt parte da solo per Hollywood. Arrivato sul set però, il cucciolo vede Penny abbracciare un altro cane, identico a lui, e se ne va ferito e sconvolto, credendo che anche l'affetto della ragazza per lui fosse solo finzione, proprio come diceva l'amica gatta. In realtà quello che vede è il finale di una nuova puntata girata con un suo sostituto su ordine dei produttori, allo spegnimento delle telecamere Penny lascia il sosia di Bolt e si dispera sfogandosi con la madre sentendo la mancanza del vero Bolt, il suo migliore amico. Mittens, che aveva seguito Bolt di nascosto, assiste da lontano a tutta la scena e raggiunge l'amico cane per raccontare ciò che ha visto.
Nel frattempo nel teatro di posa il sosia di Bolt ribalta accidentalmente una torcia e in breve l'intero teatro prende fuoco; tutta la troupe si mette in salvo, tranne Penny, che rimane bloccata all'interno. Mittens intanto raggiunge Bolt, rivelandogli la verità, ma il cane si accorge delle grida disperate di Penny e i due accorrono per salvarla. Arrivati nel piazzale del teatro, si imbattono in Rhino che, nel tentativo di creare un passaggio tra i calcinacci, rischia di rimanere schiacciato ma viene salvato da Mittens. Bolt riesce ad entrare, ma il pertugio crolla; Bolt riesce a raggiungere Penny e i due si ricongiungono ma i due non trovano una via di fuga. Si fermano davanti a un condotto d'aerazione, e vengono quindi messi in salvo dai vigili del fuoco, avvertiti dal forte abbaiare del cane; Bolt dimostra così che non sono i poteri a fare di qualcuno un eroe.
Penny, stanca della vita di attrice, e sua madre chiudono con lo show (che continua con un sostituto della ragazza e di Bolt) e la bambina adotta Mittens e Rhino e tutti insieme si trasferiscono in una città di campagna dove la ragazza può avere finalmente una vita tranquilla e felice lontano dai riflettori con Bolt ed i suoi nuovi amici.

## Personaggi
- Bolt: è il protagonista del suo telefilm ed è cresciuto sul set, dove pensa che tutto quello che succede nella serie sia reale e che lui sia stato geneticamente modificato e dotato di superpoteri. È un cane coraggioso, altruista e dolce, sebbene sia piuttosto ottuso. È un Pastore svizzero bianco.
- Mittens: è una gatta di strada che vive nei vicoli di New York. Mittens è stata presa "prigioniera" da Bolt per aiutarlo a tornare a casa, pensando che fosse un gatto del suo nemico televisivo, il dottor Calico. È cinica e sarcastica, ma è una fedele amica per Bolt e Rhino. È di colore bianca e nera.
- Rhino: è un criceto follemente appassionato di Bolt. È dolce, spensierato, scapestrato e goffo, ma molto coraggioso e determinato. Quando incontra Bolt si unisce subito a lui e a Mittens per arrivare a Hollywood. Dentro la sua palla di plexiglas rotolante, Rhino ben presto diventerà il braccio destro di Bolt.
- Penny: è una ragazzina di 12 anni ed è la padroncina di Bolt nella serie TV e nella realtà. È una ragazza molto dolce che vuole sinceramente bene a Bolt.
- Dottor Calico: è l'antagonista principale della serie TV di Bolt. Nella serie è un uomo crudele, arrogante, egoista e vanitoso. Ordina ai suoi soldati di rapire Penny, ma questi falliscono sempre.
- Regista: è il creatore della serie TV di Bolt. È un uomo cinico e presuntuoso. È convinto che Bolt gli appartenga e per questo farà tutto ciò che può per fargli pensare che sia tutto vero.
- Agente di Penny: è l'antagonista principale del film, sebbene non venga esplicitato. È un uomo vanitoso, egoista e avido. Tenta in ogni modo di convincere Penny a fare quello che lui vuole che faccia, riuscendoci sempre.
- Madre di Penny: è la sola parente che Penny ha. Anche lei vuole bene a Bolt, anche se non quanto gliene voglia Penny. Ne vuole molto anche a sua figlia, ma è costretta ad accettare le condizioni imposte dal Regista e dall'Agente di Penny.
- Mindy Parker: è una segretaria del Network. Del suo carattere si sa solo che è autoritaria e riservata. Si dimostra gentile con Penny mentre è alquanto severa col Regista minacciando di licenziarlo se lo show non raggiunge ottimi risultati.

## Produzione
È il secondo film Disney su un cane supereroe, dopo il film live-action Underdog - Storia di un vero supereroe.
Il film fu messo in produzione con il titolo American dog, da una storia di Chris Sanders (l'autore del film Lilo & Stitch) che lo avrebbe dovuto anche curare e dirigere. A dicembre 2006 il neo-direttore creativo della Disney John Lasseter decise di togliere il film dalla supervisione di Sanders, il quale poco tempo dopo abbandonò il suo impiego presso la Disney. Il film fu così affidato all'esordiente Chris Williams, la storia di Sanders fu completamente rivisitata ed anche il titolo venne cambiato.
Il primo trailer del film è stato distribuito il 27 giugno 2008 in occasione dell'uscita americana di WALL•E.
Per avere un'idea dei luoghi in cui il trio avrebbe viaggiato, i produttori hanno visitato varie parti degli Stati Uniti, tra cui gli Stati di New York, Ohio, Kentucky e Virginia Occidentale.

## Colonna sonora
Nell'edizione italiana, la canzone Barking at the Moon (diventata Una nuova vita) è interpretata da Gabriella Scalise. È inoltre presente la canzone I Thought I Lost You, interpretata da John Travolta e Miley Cyrus (Bolt e Penny nella versione originale del film). Un terzo brano, Dog Face Boy, scritto dai Motörhead, doveva entrare a far parte del film, ma è stato rimosso. Le musiche sono state composte da John Powell.

## Distribuzione
In russo, il nome Bolt è stato trasformato in Volt per evitare confusione con una parola ritenuta volgare.
Il film è uscito nelle sale statunitensi il 21 novembre, seguita dall’Italia il 28 novembre.

### Versione italiana
La direzione del doppiaggio e i dialoghi italiani sono a cura di Cinzia De Carolis, con la supervisione artistica di Salvatore Fabozzi, per conto della Dubbing Brothers Int. Italia. La direzione musicale, invece, fu affidato a Ermavilo, mentre il testo italiano della canzone Una nuova vita è a cura di Lorena Brancucci.
Questa è la seconda volta che Raoul Bova presta la sua voce ad un eroe di un film Disney, avendolo già fatto nel 1997 per Hercules.

## Accoglienza

### Incassi
Il film ha ottenuto un discreto successo tra il pubblico incassando 309,979,994 di dollari, a fronte di un budget di 149,899,766.

### Critica
Il film è stato accolto positivamente dalla critica. Sul sito Rotten Tomatoes detiene un 90% di gradimento basato su 184 recensioni professionali, con un voto medio di 8 su 10. Su Metacritic il film ha un punteggio del 67 su 100 basato su 29 recensioni. La rivista The Los Angeles Times lo ha definito simile al film The Truman Show per la trama e per il modo in cui il protagonista vive all'inizio del film.

## Riconoscimenti
- 2009 - Premio Oscar
  - Nomination Miglior film d'animazione a Chris Williams e Byron Howard
- 2009 - Golden Globe
  - Nomination Miglior film d'animazione
  - Nomination Migliore canzone originale (I Thought I Lost You) a Miley Cyrus e Jeffrey Steele
- 2008 - Chicago Film Critics Association Award
  - Nomination Miglior film d'animazione
- 2009 - Golden Reel Award
  - Nomination Miglior montaggio sonoro (Effetti sonori)
- 2008 - Satellite Award
  - Nomination Miglior film d'animazione o a tecnica mista
- 2008 - St. Louis Film Critics Association Awards
  - Nomination Miglior film d'animazione
- 2008 - Visual Effects Society
  - Nomination Miglior animazione a John Murrah, Michael Kaschalk, Dale Mayeda e Adolph Lusinsky
  - Nomination Miglior personaggio animato (Bolt) a Bob Davies e Renato Dos Anjos
  - Nomination Miglior personaggio animato (Rhino) a Adam Dykstra, Dave Gottlieb, Clay Kaytis e Hyrum Osmond
  - Nomination Miglior scena animata (La caccia) a Chris Williams, Byron Howard, John Murrah e Doug Bennett
- 2009 - ASCAP Award
  - Top Box Office Films a John Powell
- 2009 - Annie Award
  - Nomination Miglior film d'animazione
  - Nomination Miglior doppiaggio a Mark Walton
  - Nomination Migliori effetti animati a Kevin Lee
  - Nomination Miglior scenografia a Paul A. Felix
  - Nomination Miglior storyboarding a Joseph Mateo
- 2008 - Critics' Choice Movie Award
  - Nomination Miglior film d'animazione
  - Nomination Miglior canzone (I Thought I Lost You) a Miley Cyrus, Jeffrey Steele e John Travolta
- 2009 - Kids' Choice Award
  - Nomination Miglior film d'animazione
  - Nomination Miglior voce a Miley Cyrus
- 2009 - Online Film Critics Society Awards
  - Nomination Miglior film d'animazione
- 2009 - PGA Awards
  - Nomination Miglior produttore a Clark Spencer

## Cortometraggio
Il cortometraggio Super Rhino, con protagonista il personaggio di quest'ultimo, è stato inserito nell'edizione DVD e BD del film.